# Liste der Biografien/Leic
Liste der Biografien |
Portal Biografien |
Personensuche
# |
A |
B |
C |
D |
E |
F |
G |
H |
I |
J |
K |
L |
M |
N |
O |
P |
Q |
R |
S |
T |
U |
V |
W |
X |
Y |
Z |
?
 
La |
Lb |
Lc |
Le |
Lg |
Lh |
Li |
Lj |
Ll |
Lm |
Lo |
Lp |
Lt |
Lu |
Lv |
Lw |
Lx |
Ly |
Lz
 
Lea |
Leb |
Lec |
Led |
Lee |
Lef |
Leg |
Leh |
Lei |
Lej |
Lek |
Lel |
Lem |
Len |
Leo |
Lep |
Leq |
Ler |
Les |
Let |
Leu |
Lev |
Lew |
Lex |
Ley |
Lez
 
Leia |
Leib |
Leic |
Leid |
Leie |
Leif |
Leig |
Leih |
Leij |
Leik |
Leil |
Leim |
Lein |
Leip |
Leir |
Leis |
Leit |
Leiu |
Leiv |
Leiw |
Leix |
Leiz
Die Liste der Biografien führt alle Personen auf, die in der deutschsprachigen Wikipedia einen Artikel haben. Dieses ist eine Teilliste mit 75 Einträgen von Personen, deren Namen mit den Buchstaben „Leic“ beginnt.

## Leic

### Leice
- Leicester, Henry M. (1906–1991), US-amerikanischer Chemiehistoriker und Biochemiker
- Leicester, Roger of, englischer Richter

### Leich
- Leich, Christoph, deutscher Schlagzeuger
- Leich, Helmut (1919–2016), deutscher Fossiliensammler und Museumsgründer
- Leich, Johann Heinrich (1720–1750), deutscher Klassischer Philologe, Bibliograf und Hochschullehrer
- Leich, Pierre (* 1960), deutscher Wissenschaftshistoriker und Kulturmanager
- Leich, Werner (1927–2022), deutscher evangelisch-lutherischer Theologe, Landesbischof der Evangelisch-Lutherischen Kirche in Thüringen
- Leichel, Ehrenfried (1828–1905), deutsch-niederländischer Orgelbauer
- Leicher, Felix Ivo (1727–1812), mährischer Maler
- Leicher, Hans (1898–1989), deutscher Hals-Nasen-Ohren-Arzt
- Leicher, Malu (* 2006), deutsche Schauspielerin
- Leichhardt, Ludwig (* 1813), deutscher Entdecker, Zoologe, Botaniker und GeologeLudwig Leichhardt (* 1813)

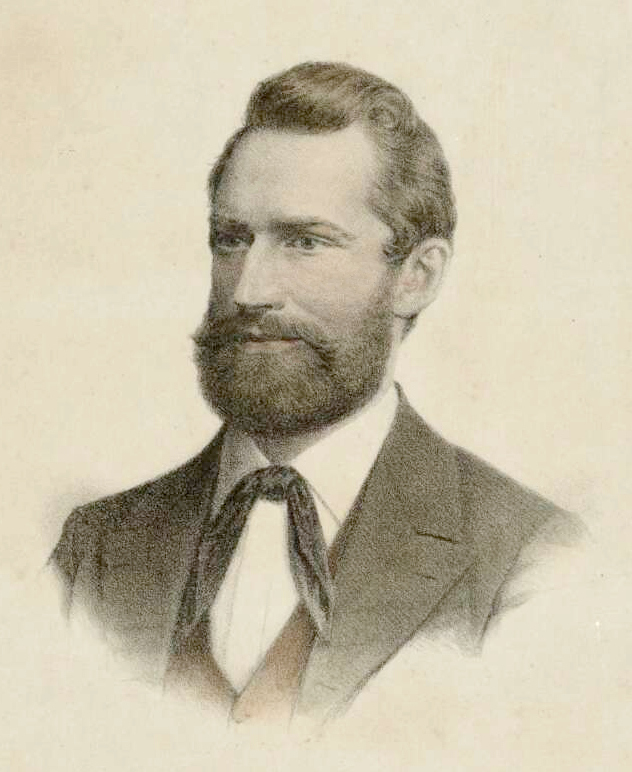
Ludwig Leichhardt (* 1813)

- Leichin, Johann (1875–1960), österreichischer Politiker (SPÖ), Bundesrat, Landesrat in der Steiermark
- Leichner, Eckard (1612–1690), deutscher Mediziner und Hochschullehrer
- Leichner, Ludwig (1836–1912), deutscher Opernsänger (Bariton) und Kosmetik-Fabrikant
- Leichsenring, Claus (* 1943), deutscher Holzschnitzer und Heimatforscher
- Leichsenring, Erich (1904–1985), deutscher Hersteller von erzgebirgischer Volkskunst
- Leichsenring, Falk (* 1955), deutscher Psychoanalytiker, Psychologe und Hochschullehrer
- Leichsenring, Uwe (1967–2006), deutscher Politiker (NPD), MdLUwe Leichsenring (1967–2006)

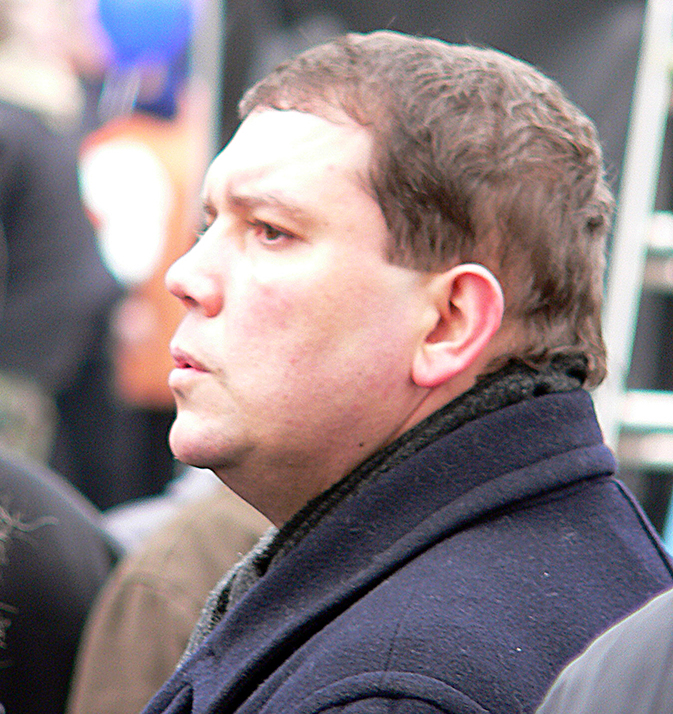
Uwe Leichsenring (1967–2006)

- Leicht, Albert (1922–1994), deutscher Politiker (CDU), MdB
- Leicht, Alfred (1861–1946), deutscher Philologe, Realgymnasiallehrer und Heimatforscher
- Leicht, Arno (* 1950), deutscher Komponist und Gesangspädagoge
- Leicht, Bruno (* 1962), deutscher Jazztrompeter und Komponist
- Leicht, Dieter, deutscher Rollstuhlfechter
- Leicht, Fanny (1854–1939), Inhaberin der Robert Leicht Bierbrauerei
- Leicht, Frank (* 1972), deutscher Fußballtrainer
- Leicht, Hans (1886–1937), Jurist, Politiker, Dichter und Übersetzer
- Leicht, Hugo (1934–2000), deutscher Politiker (CDU), MdL
- Leicht, Isabella (* 1973), deutsche Schauspielerin, Sprecherin, Regisseurin und Drehbuchautorin
- Leicht, Johann (1868–1940), deutscher Politiker (Zentrum, BVP), MdR
- Leicht, Justin (1913–1996), deutscher Politiker (CSU)
- Leicht, Martin (1940–1998), westfälischer Unternehmer
- Leicht, Oliver (* 1969), deutscher Jazzklarinettist und -saxophonist
- Leicht, Pier Silverio (1874–1956), italienischer Jurist, Historiker und Bibliothekar
- Leicht, Robert (1849–1921), deutscher Braumeister und Unternehmer, Inhaber der Bier-Brauerei Robert Leicht („Schwabenbräu“)
- Leicht, Robert (1885–1963), deutscher Brauereibesitzer
- Leicht, Robert (* 1944), deutscher Journalist und Publizist
- Leicht, Sebastian (1908–2002), donauschwäbischer Künstler
- Leicht-Scholten, Carmen (* 1961), deutsche Politikwissenschaftlerin
- Leichtenstern, Ernst (1895–1945), deutscher Oberbürgermeister, NS-Propaganda- und Filmfunktionär zur Zeit des Nationalsozialismus
- Leichtenstern, Otto (1845–1900), deutscher Internist
- Leichtentritt, Bruno (1888–1965), deutsch-US-amerikanischer Mediziner (Pädiater)
- Leichtentritt, Hugo (1874–1951), deutscher Musikwissenschaftler
- Leichter, Käthe (* 1895), österreichisch-jüdische sozialistische Gewerkschafterin und Autorin sozialpolitischer WerkeKäthe Leichter (* 1895)

Käthe Leichter (* 1895)

- Leichter, Max (1920–1981), deutscher Ringer
- Leichter, Otto (1897–1973), österreichischer Sozialist, Journalist und Autor
- Leichtfried, Anton (* 1967), österreichischer Geistlicher, Weihbischof der Diözese St. Pölten
- Leichtfried, Günther (* 1949), österreichischer Politiker (SPÖ), Landtagsabgeordneter, Mitglied des Bundesrates
- Leichtfried, Jörg (* 1967), österreichischer Politiker (SPÖ)Jörg Leichtfried (* 1967)

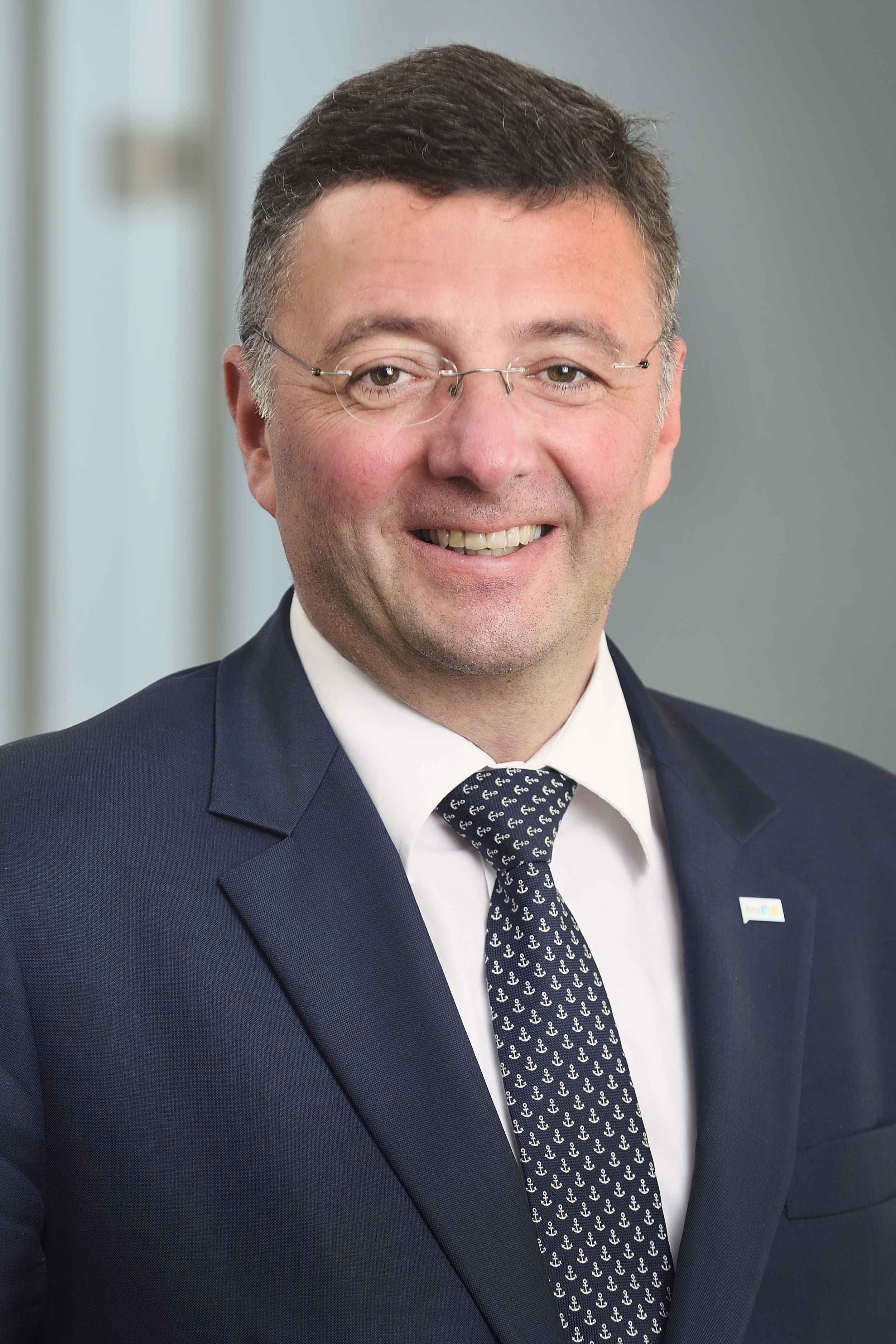
Jörg Leichtfried (* 1967)

- Leichtfried, Jörg (* 1984), österreichischer Jazzpianist und Komponist
- Leichtfried, Josef (1926–2018), österreichischer Politiker (SPÖ), Landtagsabgeordneter, Mitglied des Bundesrates
- Leichtfuß, Anne (* 1978), deutsche Online-Redakteurin und Dolmetscherin für Leichte Sprache
- Leichtfuß, Wilhelm (1850–1929), Bürgermeister und Mitglied des Provinziallandtages der Provinz Hessen-Nassau
- Leichtle, Adolf (1841–1913), deutscher Architekt, Mäzen und Heimatforscher
- Leichtle, Christian (1892–1949), deutscher Lehrer, Gründer der Volkshochschule in Heilbronn
- Leichtle, Ludwig (1908–1986), deutscher Malermeister und Politiker (CSU)
- Leichtle, Wilhelm (* 1940), deutscher Politiker (SPD), MdL
- Leichtlen, Ernst Julius (1791–1830), deutscher Historiker und Archivar
- Leichtlin, Maximilian (1831–1910), deutscher Botaniker
- Leichtling, Jerry (* 1948), US-amerikanischer Drehbuchautor und Journalist
- Leichtmann, Georg (1893–1945), deutsches KPD-Mitglied, Widerstandskämpfer und NS-Opfer
- Leichtweis, Rogério (* 1988), paraguayisch-brasilianischer Fußballspieler
- Leichtweiß, Heinrich Anton (1723–1793), Mann
- Leichtweiß, Kurt (1927–2013), deutscher Mathematiker
- Leichtweiß, Ludwig (1878–1958), deutscher Wasserbauingenieur und Hochschullehrer
- Leichtweiß, Rudolf (1908–1987), deutscher Kriminalpolizist und SS-Führer
- Leichum, Adolf (1842–1906), deutscher Genremaler, Lithograph und Kunstlehrer
- Leichum, Wilhelm (1911–1941), deutscher Leichtathlet

### Leick
- Leick, Erich (1882–1956), deutscher Botaniker und Hochschullehrer
- Leick, Gwendolyn (1951–2022), österreichisch-britische Historikerin und Altorientalistin
- Leick, Hudson (* 1969), US-amerikanische Schauspielerin und ModelHudson Leick (* 1969)

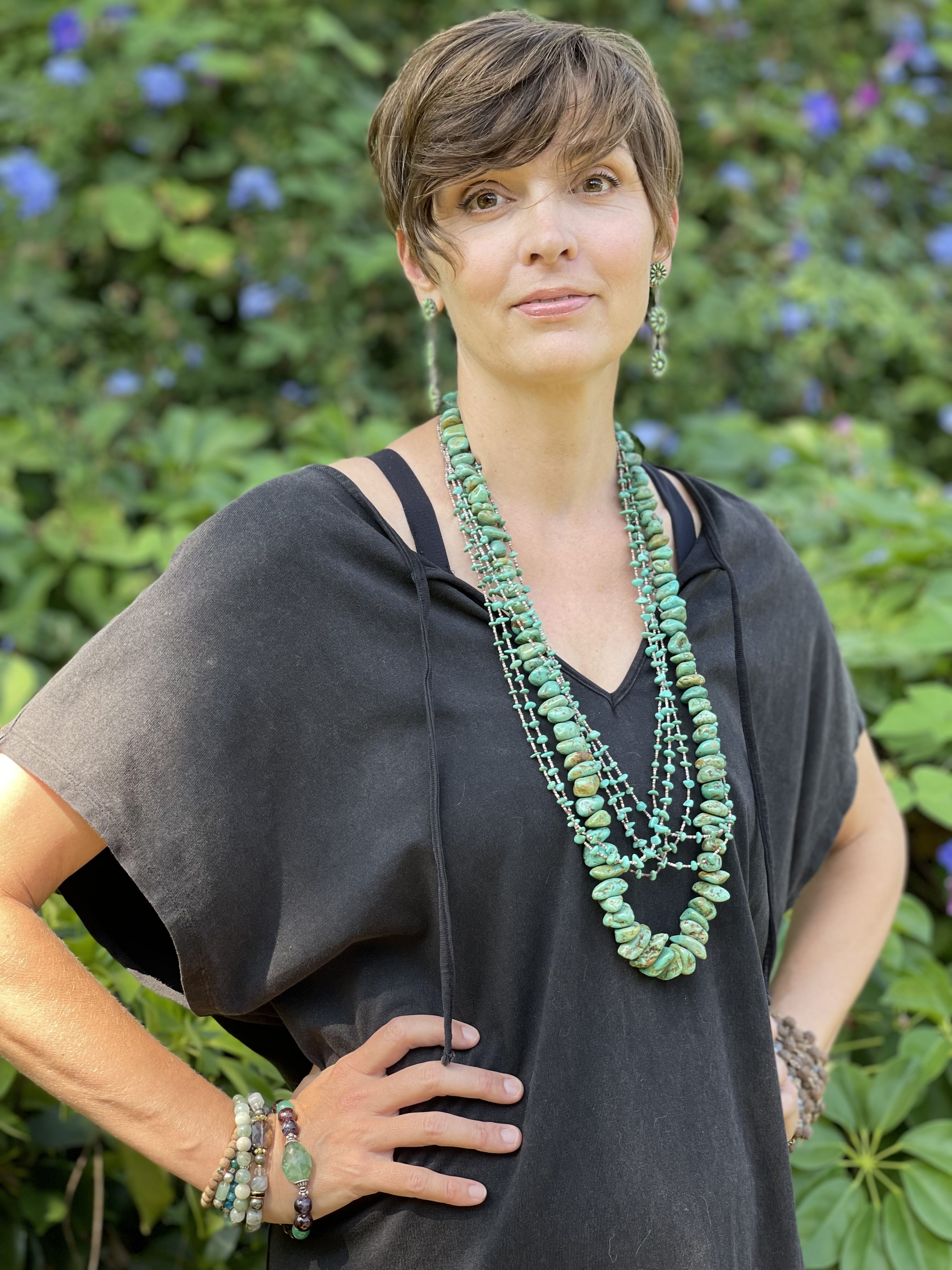
Hudson Leick (* 1969)

- Leick, Kasper (* 1968), dänischer Filmeditor
- Leick, Kurt (1942–2007), deutscher Politiker (SPD), MdL
- Leicker, Johann (1772–1844), Landtagsabgeordneter Herzogtum Nassau
- Leickert, Charles (1816–1907), holländischer Landschaftsmaler des Realismus